# Димитрије Каменовић
Димитрије Каменовић (Пирот, 16. јула 2000) српски је фудбалер.

## Статистика

### Клупска
Ажурирано 21. септембра 2022.
|           |          |                  |    |   |   |   |   |   |   |   |    |   |  |  |
| Чукарички | 2017/18. | Суперлига Србије | 0  | 0 | 0 | 0 | — | — | — | — | 0  | 0 |  |  |
| Чукарички | 2018/19. | Суперлига Србије | 3  | 0 | 0 | 0 | — | — | — | — | 3  | 0 |  |  |
| Чукарички | 2019/20. | Суперлига Србије | 17 | 0 | 4 | 0 | 1 | 0 | — | — | 22 | 0 |  |  |
| Чукарички | 2020/21. | Суперлига Србије | 30 | 2 | 2 | 0 | — | — | — | — | 32 | 2 |  |  |
| Чукарички | Укупно   | Укупно           | 50 | 2 | 6 | 0 | 1 | 0 | — | — | 57 | 2 |  |  |
|           |          |                  |    |   |   |   |   |   |   |   |    |   |  |  |
| Лацио     | 2021/22. | Серија А         | 1  | 0 | 0 | 0 | 0 | 0 | — | — | 1  | 0 |  |  |
| Лацио     | 2022/23. | Серија А         | 0  | 0 | 0 | 0 | 0 | 0 | — | — | 0  | 0 |  |  |
| Лацио     | Укупно   | Укупно           | 1  | 0 | 0 | 0 | 0 | 0 | — | — | 1  | 0 |  |  |
|           |          |                  |    |   |   |   |   |   |   |   |    |   |  |  |
| Каријера  | Каријера | Каријера         | 51 | 2 | 6 | 0 | 1 | 0 | — | — | 58 | 2 |  |  |
|           |          |                  |    |   |   |   |   |   |   |   |    |   |  |  |

### Утакмице у дресу репрезентације
| Репрезентација Србије у узрасту до 15 година старости | Репрезентација Србије у узрасту до 15 година старости | Репрезентација Србије у узрасту до 15 година старости | Репрезентација Србије у узрасту до 15 година старости | Репрезентација Србије у узрасту до 15 година старости | Репрезентација Србије у узрасту до 15 година старости | Репрезентација Србије у узрасту до 15 година старости | Репрезентација Србије у узрасту до 15 година старости | Репрезентација Србије у узрасту до 15 година старости | Репрезентација Србије у узрасту до 15 година старости |
| #                                                     | Датум                                                 | Такмичење                                             | Локација                                              | Домаћин                                               | Резултат                                              | Гост                                                  | Гол                                                   | Реф.                                                  |                                                       |
| ----------------------------------------------------- | ----------------------------------------------------- | ----------------------------------------------------- | ----------------------------------------------------- | ----------------------------------------------------- | ----------------------------------------------------- | ----------------------------------------------------- | ----------------------------------------------------- | ----------------------------------------------------- | ----------------------------------------------------- |
| 1.                                                    | 12. фебруар 2015.                                     | Mеђунaрoдни турнир у Aнтaлији                         | Eмирхaн спoрт кoмплекс                                | Турска                                                | 3 : 0                                                 | Србија                                                |                                                       | [ 13 ]                                                |                                                       |
| 2.                                                    | 14. фебруар 2015.                                     | Mеђунaрoдни турнир у Aнтaлији                         | Eмирхaн спoрт кoмплекс                                | Србија                                                | 1 : 0                                                 | Аустрија                                              |                                                       | [ 14 ]                                                |                                                       |
| 2                                                     | Укупан број утакмица и постигнутих погодака           | Укупан број утакмица и постигнутих погодака           | Укупан број утакмица и постигнутих погодака           | Укупан број утакмица и постигнутих погодака           | Укупан број утакмица и постигнутих погодака           | Укупан број утакмица и постигнутих погодака           | 0                                                     | [ 15 ]                                                |                                                       |

| Репрезентација Србије у узрасту до 16 година старости | Репрезентација Србије у узрасту до 16 година старости | Репрезентација Србије у узрасту до 16 година старости | Репрезентација Србије у узрасту до 16 година старости | Репрезентација Србије у узрасту до 16 година старости | Репрезентација Србије у узрасту до 16 година старости | Репрезентација Србије у узрасту до 16 година старости | Репрезентација Србије у узрасту до 16 година старости | Репрезентација Србије у узрасту до 16 година старости | Репрезентација Србије у узрасту до 16 година старости |
| #                                                     | Датум                                                 | Такмичење                                             | Локација                                              | Домаћин                                               | Резултат                                              | Гост                                                  | Гол                                                   | Реф.                                                  |                                                       |
| ----------------------------------------------------- | ----------------------------------------------------- | ----------------------------------------------------- | ----------------------------------------------------- | ----------------------------------------------------- | ----------------------------------------------------- | ----------------------------------------------------- | ----------------------------------------------------- | ----------------------------------------------------- | ----------------------------------------------------- |
| 1.                                                    | 12. мај 2016.                                         | Турнир „Виктор Бањиков“                               | Стaдион Мелњук, Кијев                                 | Србија                                                | 1 : 0                                                 | Бугарска                                              |                                                       | [ 16 ]                                                |                                                       |
| 2.                                                    | 14. мај 2016.                                         | Турнир „Виктор Бањиков“                               | Стaдион Мелники                                       | Украјина                                              | 0 : 1                                                 | Србија                                                |                                                       | [ 17 ]                                                |                                                       |
| 3.                                                    | 9. јун 2016.                                          | Меморијални турнир „Миљан Миљанић”                    | Стадион Чукаричког, Баново Брдо                       | Србија                                                | 0 : 1                                                 | Словенија                                             |                                                       | [ 18 ]                                                |                                                       |
| 4.                                                    | 12. јун 2016.                                         | Меморијални турнир „Миљан Миљанић”                    | Стадион Чукаричког, Баново Брдо                       | Србија                                                | 1 : 3                                                 | Хрватска                                              |                                                       | [ 19 ]                                                |                                                       |
| 4                                                     | Укупан број утакмица и постигнутих погодака           | Укупан број утакмица и постигнутих погодака           | Укупан број утакмица и постигнутих погодака           | Укупан број утакмица и постигнутих погодака           | Укупан број утакмица и постигнутих погодака           | Укупан број утакмица и постигнутих погодака           | 0                                                     | [ 20 ]                                                |                                                       |

| Репрезентација Србије у узрасту до 17 година старости | Репрезентација Србије у узрасту до 17 година старости | Репрезентација Србије у узрасту до 17 година старости | Репрезентација Србије у узрасту до 17 година старости | Репрезентација Србије у узрасту до 17 година старости | Репрезентација Србије у узрасту до 17 година старости | Репрезентација Србије у узрасту до 17 година старости | Репрезентација Србије у узрасту до 17 година старости | Репрезентација Србије у узрасту до 17 година старости | Репрезентација Србије у узрасту до 17 година старости |
| #                                                     | Датум                                                 | Такмичење                                             | Локација                                              | Домаћин                                               | Резултат                                              | Гост                                                  | Гол                                                   | Реф.                                                  |                                                       |
| ----------------------------------------------------- | ----------------------------------------------------- | ----------------------------------------------------- | ----------------------------------------------------- | ----------------------------------------------------- | ----------------------------------------------------- | ----------------------------------------------------- | ----------------------------------------------------- | ----------------------------------------------------- | ----------------------------------------------------- |
| 1.                                                    | 26. јул 2016.                                         | Пријатељска утакмица                                  | Кућа фудбала, Стара Пазова                            | Србија                                                | 0 : 2                                                 | Казахстан                                             |                                                       | [ 21 ]                                                |                                                       |
| 2.                                                    | 30. јул 2016.                                         | Међународни турнир „Рацкеве”                          | Градски стадион, Српски Ковин                         | Чешка                                                 | 1 : 0                                                 | Србија                                                |                                                       | [ 22 ]                                                |                                                       |
| 3.                                                    | 30. јул 2016.                                         | Међународни турнир „Рацкеве”                          | Градски стадион, Српски Ковин                         | Мађарска                                              | 2 : 0                                                 | Србија                                                |                                                       | [ 23 ]                                                |                                                       |
| 4.                                                    | 20. септембар 2016.                                   | Пријатељска утакмица                                  | Кућа фудбала, Стара Пазова                            | Србија                                                | 6 : 2                                                 | Белорусија                                            |                                                       | [ 24 ]                                                |                                                       |
| 5.                                                    | 20. септембар 2016.                                   | Пријатељска утакмица                                  | Кућа фудбала, Стара Пазова                            | Србија                                                | 1 : 0                                                 | Белорусија                                            | Гол                                                   | [ 25 ]                                                |                                                       |
| 6.                                                    | 26. октобар 2016.                                     | Квалификације за Европско првенство                   | Стадион Бруно Бући, Руси                              | Србија                                                | 3 : 1                                                 | Северна Македонија                                    |                                                       | [ 26 ]                                                |                                                       |
| 7.                                                    | 28. октобар 2016.                                     | Квалификације за Европско првенство                   | Стадион Бруно Бући, Руси                              | Србија                                                | 2 : 0                                                 | Албанија                                              |                                                       | [ 27 ]                                                |                                                       |
| 8.                                                    | 31. октобар 2016.                                     | Квалификације за Европско првенство                   | Стадион Бруно Бенели, Равена                          | Италија                                               | 2 : 0                                                 | Србија                                                |                                                       | [ 28 ]                                                |                                                       |
| 9.                                                    | 19. март 2017.                                        | Квалификације за Европско првенство                   | Сент Мирен Парк, Пејсли                               | Шкотска                                               | 1 : 0                                                 | Србија                                                |                                                       | [ 29 ]                                                |                                                       |
| 10.                                                   | 22. март 2017.                                        | Квалификације за Европско првенство                   | Капилов Парк, Гринок                                  | Црна Гора                                             | 0 : 1                                                 | Србија                                                |                                                       | [ 30 ]                                                |                                                       |
| 11.                                                   | 27. април 2017.                                       | Пријатељска утакмица                                  | Кућа фудбала, Стара Пазова                            | Србија                                                | 5 : 1                                                 | Украјина                                              |                                                       | [ 31 ]                                                |                                                       |
| 12.                                                   | 4. мај 2017.                                          | Европско првенство                                    | Стадион Поморца, Кострена                             | Србија                                                | 1 : 0                                                 | Република Ирска                                       |                                                       | [ 32 ]                                                |                                                       |
| 13.                                                   | 7. мај 2017.                                          | Европско првенство                                    | Стадион Поморца, Кострена                             | Србија                                                | 1 : 3                                                 | Немачка                                               |                                                       | [ 33 ]                                                |                                                       |
| 14.                                                   | 10. мај 2017.                                         | Европско првенство                                    | Стадион Поморца, Кострена                             | Босна и Херцеговина                                   | 1 : 0                                                 | Србија                                                |                                                       | [ 34 ]                                                |                                                       |
| 14                                                    | Укупан број утакмица и постигнутих погодака           | Укупан број утакмица и постигнутих погодака           | Укупан број утакмица и постигнутих погодака           | Укупан број утакмица и постигнутих погодака           | Укупан број утакмица и постигнутих погодака           | Укупан број утакмица и постигнутих погодака           | 1                                                     |                                                       |                                                       |

| Репрезентација Србије у узрасту до 18 година старости | Репрезентација Србије у узрасту до 18 година старости | Репрезентација Србије у узрасту до 18 година старости | Репрезентација Србије у узрасту до 18 година старости | Репрезентација Србије у узрасту до 18 година старости | Репрезентација Србије у узрасту до 18 година старости | Репрезентација Србије у узрасту до 18 година старости | Репрезентација Србије у узрасту до 18 година старости | Репрезентација Србије у узрасту до 18 година старости | Репрезентација Србије у узрасту до 18 година старости |
| #                                                     | Датум                                                 | Такмичење                                             | Локација                                              | Домаћин                                               | Резултат                                              | Гост                                                  | Мин.                                                  | Гол                                                   | Реф.                                                  |
| ----------------------------------------------------- | ----------------------------------------------------- | ----------------------------------------------------- | ----------------------------------------------------- | ----------------------------------------------------- | ----------------------------------------------------- | ----------------------------------------------------- | ----------------------------------------------------- | ----------------------------------------------------- | ----------------------------------------------------- |
| 1.                                                    | 7. јун 2018.                                          | Пријатељска утакмица                                  | Кућа фудбала, Стара Пазова                            | Србија                                                | 3 : 4                                                 | Словенија                                             |                                                       | [ 35 ]                                                |                                                       |
| 1                                                     | Укупан број утакмица и постигнутих погодака           | Укупан број утакмица и постигнутих погодака           | Укупан број утакмица и постигнутих погодака           | Укупан број утакмица и постигнутих погодака           | Укупан број утакмица и постигнутих погодака           | Укупан број утакмица и постигнутих погодака           | Укупан број утакмица и постигнутих погодака           | 0                                                     |                                                       |

| Репрезентација Србије у узрасту до 19 година старости | Репрезентација Србије у узрасту до 19 година старости | Репрезентација Србије у узрасту до 19 година старости | Репрезентација Србије у узрасту до 19 година старости | Репрезентација Србије у узрасту до 19 година старости | Репрезентација Србије у узрасту до 19 година старости | Репрезентација Србије у узрасту до 19 година старости | Репрезентација Србије у узрасту до 19 година старости | Репрезентација Србије у узрасту до 19 година старости | Репрезентација Србије у узрасту до 19 година старости |
| #                                                     | Датум                                                 | Такмичење                                             | Локација                                              | Домаћин                                               | Резултат                                              | Гост                                                  | Гол                                                   | Реф.                                                  |                                                       |
| ----------------------------------------------------- | ----------------------------------------------------- | ----------------------------------------------------- | ----------------------------------------------------- | ----------------------------------------------------- | ----------------------------------------------------- | ----------------------------------------------------- | ----------------------------------------------------- | ----------------------------------------------------- | ----------------------------------------------------- |
| 1.                                                    | 2. септембар 2017.                                    | Меморијални турнир „Стеван Вилотић Ћеле”              | Стадион Милан Средановић, Кула                        | Србија                                                | 0 : 0                                                 | Украјина                                              |                                                       | [ 36 ]                                                |                                                       |
| 2.                                                    | 11. октобар 2018.                                     | Пријатељска утакмица                                  | Кућа фудбала, Стара Пазова                            | Србија                                                | 0 : 0                                                 | Русија                                                |                                                       | [ 37 ]                                                |                                                       |
| 3.                                                    | 14. новембар 2018.                                    | Квалификације за Европско првенство                   | Стадион Стангмор Парк, Дунганон                       | Србија                                                | 2 : 2                                                 | Казахстан                                             |                                                       | [ 38 ]                                                |                                                       |
| 4.                                                    | 17. новембар 2018.                                    | Квалификације за Европско првенство                   | Стадион Овал, Белфаст                                 | Северна Ирска                                         | 1 : 3                                                 | Србија                                                | Гол                                                   | [ 39 ]                                                |                                                       |
| 5.                                                    | 20. новембар 2018.                                    | Квалификације за Европско првенство                   | Стадион у Колерејну                                   | Пољска                                                | 1 : 4                                                 | Србија                                                |                                                       | [ 40 ]                                                |                                                       |
| 6.                                                    | 12. фебруар 2019.                                     | Пријатељска утакмица                                  | Стадион у Поречу                                      | Хрватска                                              | 0 : 0                                                 | Србија                                                |                                                       | [ 41 ]                                                |                                                       |
| 7.                                                    | 26. фебруар 2019.                                     | Пријатељска утакмица                                  | Кућа фудбала, Стара Пазова                            | Србија                                                | 0 : 1                                                 | Словенија                                             |                                                       | [ 42 ]                                                |                                                       |
| 8.                                                    | 28. фебруар 2019.                                     | Пријатељска утакмица                                  | Кућа фудбала, Стара Пазова                            | Србија                                                | 2 : 0                                                 | Словенија                                             |                                                       | [ 43 ]                                                |                                                       |
| 9.                                                    | 20. март 2019.                                        | Квалификације за Европско првенство                   | Стадион у Калдијеру                                   | Украјина                                              | 2 : 2                                                 | Србија                                                |                                                       | [ 44 ]                                                |                                                       |
| 10.                                                   | 23. март 2019.                                        | Квалификације за Европско првенство                   | Стадион Одерцо                                        | Србија                                                | 0 : 2                                                 | Белгија                                               |                                                       | [ 45 ]                                                |                                                       |
| 11.                                                   | 26. март 2019.                                        | Квалификације за Европско првенство                   | Стадион Еуганео, Падова                               | Србија                                                | 0 : 2                                                 | Италија                                               |                                                       | [ 46 ]                                                |                                                       |
| 11                                                    | Укупан број утакмица и постигнутих погодака           | Укупан број утакмица и постигнутих погодака           | Укупан број утакмица и постигнутих погодака           | Укупан број утакмица и постигнутих погодака           | Укупан број утакмица и постигнутих погодака           | Укупан број утакмица и постигнутих погодака           | Укупан број утакмица и постигнутих погодака           | 1                                                     |                                                       |

| Репрезентација Србије у узрасту до 21 године старости | Репрезентација Србије у узрасту до 21 године старости                    | Репрезентација Србије у узрасту до 21 године старости                    | Репрезентација Србије у узрасту до 21 године старости                    | Репрезентација Србије у узрасту до 21 године старости                    | Репрезентација Србије у узрасту до 21 године старости                    | Репрезентација Србије у узрасту до 21 године старости                    | Репрезентација Србије у узрасту до 21 године старости | Репрезентација Србије у узрасту до 21 године старости | Репрезентација Србије у узрасту до 21 године старости |
| #                                                     | Датум                                                                    | Такмичење                                                                | Локација                                                                 | Домаћин                                                                  | Резултат                                                                 | Гост                                                                     | Гол                                                   | Реф.                                                  |                                                       |
| ----------------------------------------------------- | ------------------------------------------------------------------------ | ------------------------------------------------------------------------ | ------------------------------------------------------------------------ | ------------------------------------------------------------------------ | ------------------------------------------------------------------------ | ------------------------------------------------------------------------ | ----------------------------------------------------- | ----------------------------------------------------- | ----------------------------------------------------- |
| 1.                                                    | 15. октобар 2019.                                                        | Квалификације за Европско првенство                                      | Стадион Виђева, Лођ                                                      | Пољска                                                                   | 1 : 0                                                                    | Србија                                                                   |                                                       | [ 47 ]                                                |                                                       |
| 2.                                                    | 4. септембар 2020.                                                       | Квалификације за Европско првенство                                      | Олимпијски центар Земгалес, Јелгава                                      | Летонија                                                                 | 2 : 2                                                                    | Србија                                                                   |                                                       | [ 48 ]                                                |                                                       |
| 3.                                                    | 8. септембар 2020.                                                       | Квалификације за Европско првенство                                      | Стадион Металца, Горњи Милановац                                         | Србија                                                                   | 1 : 2                                                                    | Бугарска                                                                 |                                                       | [ 49 ]                                                |                                                       |
| 4.                                                    | 9. октобар 2020.                                                         | Квалификације за Европско првенство                                      | Стадион Металца, Горњи Милановац                                         | Србија                                                                   | 1 : 0                                                                    | Пољска                                                                   |                                                       | [ 50 ]                                                |                                                       |
| 5.                                                    | 30. март 2021.                                                           | Пријатељска утакмица                                                     | Бахчешехир арена, Алања                                                  | Турска                                                                   | 0 : 1                                                                    | Србија                                                                   |                                                       | [ 51 ]                                                |                                                       |
| 6.                                                    | 6. јун 2021.                                                             | Пријатељска утакмица                                                     | Кућа фудбала, Стара Пазова                                               | Србија                                                                   | 0 : 0                                                                    | Русија                                                                   |                                                       | [ 52 ]                                                |                                                       |
| 7.                                                    | 7. октобар 2021.                                                         | Квалификације за Европско првенство                                      | Фудбалска академија, Јереван                                             | Јерменија                                                                | 1 : 4                                                                    | Србија                                                                   |                                                       | [ 53 ]                                                |                                                       |
| 8.                                                    | 12. октобар 2021.                                                        | Квалификације за Европско првенство                                      | Стадион Партизана, Београд                                               | Србија                                                                   | 0 : 3                                                                    | Француска                                                                |                                                       | [ 54 ]                                                |                                                       |
| 9.                                                    | 24. март 2022.                                                           | Квалификације за Европско првенство                                      | Стадион Тржни центар, Вождовац                                           | Србија                                                                   | 2 : 1                                                                    | Северна Македонија                                                       |                                                       | [ 55 ]                                                |                                                       |
| 10.                                                   | 29. март 2022.                                                           | Квалификације за Европско првенство                                      | ТСЦ академија, Бачка Топола                                              | Србија                                                                   | 2 : 0                                                                    | Јерменија                                                                | Гол                                                   | [ 56 ]                                                |                                                       |
| 11.                                                   | 2. јун 2022.                                                             | Квалификације за Европско првенство                                      | Алпски стадион, Гренобл                                                  | Француска                                                                | 2 : 0                                                                    | Србија                                                                   |                                                       | [ 57 ]                                                |                                                       |
| 12.                                                   | 7. јун 2022.                                                             | Квалификације за Европско првенство                                      | Стадион у Клаксвику                                                      | Фарска Острва                                                            | 1 : 1                                                                    | Србија                                                                   |                                                       | [ 58 ]                                                |                                                       |
| 12                                                    | Укупан број утакмица, постигнутих погодака и минута проведених на терену | Укупан број утакмица, постигнутих погодака и минута проведених на терену | Укупан број утакмица, постигнутих погодака и минута проведених на терену | Укупан број утакмица, постигнутих погодака и минута проведених на терену | Укупан број утакмица, постигнутих погодака и минута проведених на терену | Укупан број утакмица, постигнутих погодака и минута проведених на терену | 1                                                     |                                                       |                                                       |